# Brent Kutzle
Brent Michael Kutzle (Newport Beach, California, 3 de agosto de 1985) es un multiinstrumentista y productor musical estadounidense. Es conocido por ser el violonchelista y bajista de la banda de pop rock OneRepublic. Actualmente, tiene un contrato con el sello discográfico Interescope Records. Ha colaborado como telonero y artista principal con varios músicos, entre los que destacan Beyoncé, Matchbox Twenty, Ellie Goulding, Cobra Starship, Leona Lewis, Kelly Clarkson, ísland, Vermeer, Augustine, Torrent, This Allure, Monarch, Venus Infers, Jessica Dobson y Kevin Max.

## Biografía

### Primeros años
Kutzle asistió a la escuela primaria Ethan B. Allen y al colegio Sarah McGarvin en Westminster, California. Posteriormente, continuó sus estudios en el instituto La Quinta High School, en la Universidad Bautista de California y en la Universidad Vanguard en Costa Mesa.
Kutzle es un compositor con formación en música clásica. Comenzó a tocar el piano a una edad muy temprana junto a su madre (organista de iglesia y profesora de piano) y su padre (pianista en la ceremonia de apertura de los Juegos Olímpicos de Los Ángeles 1984). Finalmente, fue su padre quien le animó a que aprendiera a tocar el violonchelo.

### Filmografía
Kutzle hizo un cameo en la primera escena de la película Visiones, en la que aparece tocando el violonchelo como miembro de una orquesta. También interpretó la canción «Songs Like Rain», tema principal de la película homónima independiente de 2006. En 2014, la diáspora jamaicana le preguntó cuántos instrumentos sabía tocar, a lo que respondió: “No tantos como en la universidad, pero unos cuantos”. Asimismo, escribió la banda sonora del largometraje internacional Behind the Water, protagonizado por el activista Fraser Kershaw.

### OneRepublic
Brent se unió a OneRepublic a principios de 2007 después de que el bajista abandonara la banda para empezar una carrera en solitario. Ha afirmado que “jamás hubiera formado parte de una banda que no me dejara tocar el chelo”. Dejó su huella en el álbum debut Dreaming Out Loud, especialmente con su solo gancho de violonchelo en la canción «All Fall Down».
Kutzle ha colaborado con Zach Filkins y Ryan Tedder en la composición de varias canciones de la banda. Muchas canciones del segundo álbum Waking Up fueron coescritas y coproducidas por Brent, entre ellas «All The Right Moves», «Good Life», así como los sencillos «Feel Again», «If I Lose Myself» «What You Wanted» y «Life In Color» del álbum Native. En las giras, además de tocar el bajo y el violonchelo, actúa como corista junto con Zach Filkins, Eddie Fisher y Drew Brown.